# Villabrágima
Villabrágima község Spanyolországban, Valladolid tartományban. Villabrágima Medina de Rioseco, Valverde de Campos, Castromonte, Tordehumos, Morales de Campos, Villafrechós és Palazuelo de Vedija községekkel határos. Lakosainak száma 1048 fő (2024).

## Népesség
A település népessége az utóbbi években az alábbiak szerint változott:
| Lakosok száma | 1203 | 1173 | 1136 | 1114 | 1091 | 1054 | 1040 | 1036 | 1047 | 1048 |
|               | 2001 | 2004 | 2007 | 2009 | 2012 | 2014 | 2017 | 2019 | 2022 | 2024 |